# Metro International
 For alternative betydninger, se Metro.
Metro International S.A. er en svenskejet medievirksomhed med base i Luxembourg og egentligt hovedsæde i London, som udgiver gratisaviserne Metro i omkring 100 storbyer i 20 lande i Europa, Nord- og Sydamerika og Asien. Dagligt læses aviserne af 20 mio. Administrerende direktør har været danskeren Per Mikael Jensen.
Metro International blev grundlagt af Pelle Andersson som et datterselskab af Modern Times Group, der også ejer Viasat. Den første avis, Metro Stockholm, udkom 13. februar 1995 og blev distribueret i Stockholms Tunnelbana. I dag ejes Metro International af Kinnevik og er noteret på Stockholmsbörsen.

## Metro-udgaver efter region
Der er for få eller ingen kildehenvisninger i dette afsnit, hvilket er et problem. Du kan hjælpe ved at angive troværdige kilder til de påstande, som fremføres.

### Amerika
- Brasilien (i store byer som eks. Belo Horizonte, Rio de Janeiro, Santos, Sao Paulo og Brasília)
- Chile (i store byer som eks. Concepción, Rancagua, Santiago, Talcahuano Valparaíso)
- Colombia (i Bogota)
- Ecuador (i Guayaquil og Quito)
- Mexico (i Guadalajara, Mexico City (siden 18. maj 2006, oplagstal 130.000) og Monterrey)
- Guatemala: (i Guatemala City
- Peru (i Lima)
- Puerto Rico (i San Juan)
- USA (i Boston, New York og Philadelphia)

### Asien
- Hong Kong
- Seoul
- Busan

### Australien
- Sydney

### Europa
- Danmark: Øst (Sjælland) og Vest (Fyn og Jylland). Samlet oplagstal: 220.000[1]
- Finland
- Georgien
- Nederlandene
- Portugal
- Spanien
- Sverige
- Ungarn